# Explosion der Elisabeth
Die Explosion der Elisabeth war ein Schiffsunfall am 19. März 1895 am Schürpoll in der Nähe von Griethausen, Emmerich und Kleve am Rheinufer auf dem besegelten Frachtschiff Elisabeth, der sich auch an Land fortsetzte und andere Schiffe in Mitleidenschaft zog.

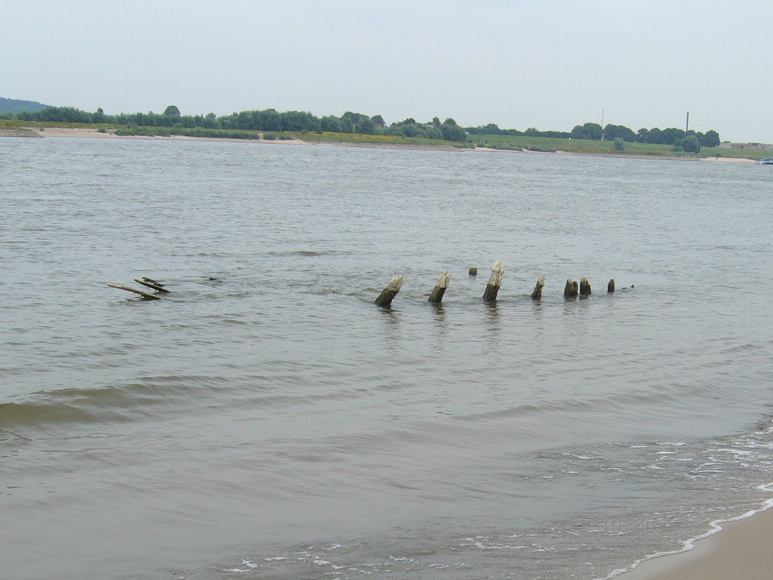
Mutmaßliches Wrack des Frachters De Hoop, 20. August 2012

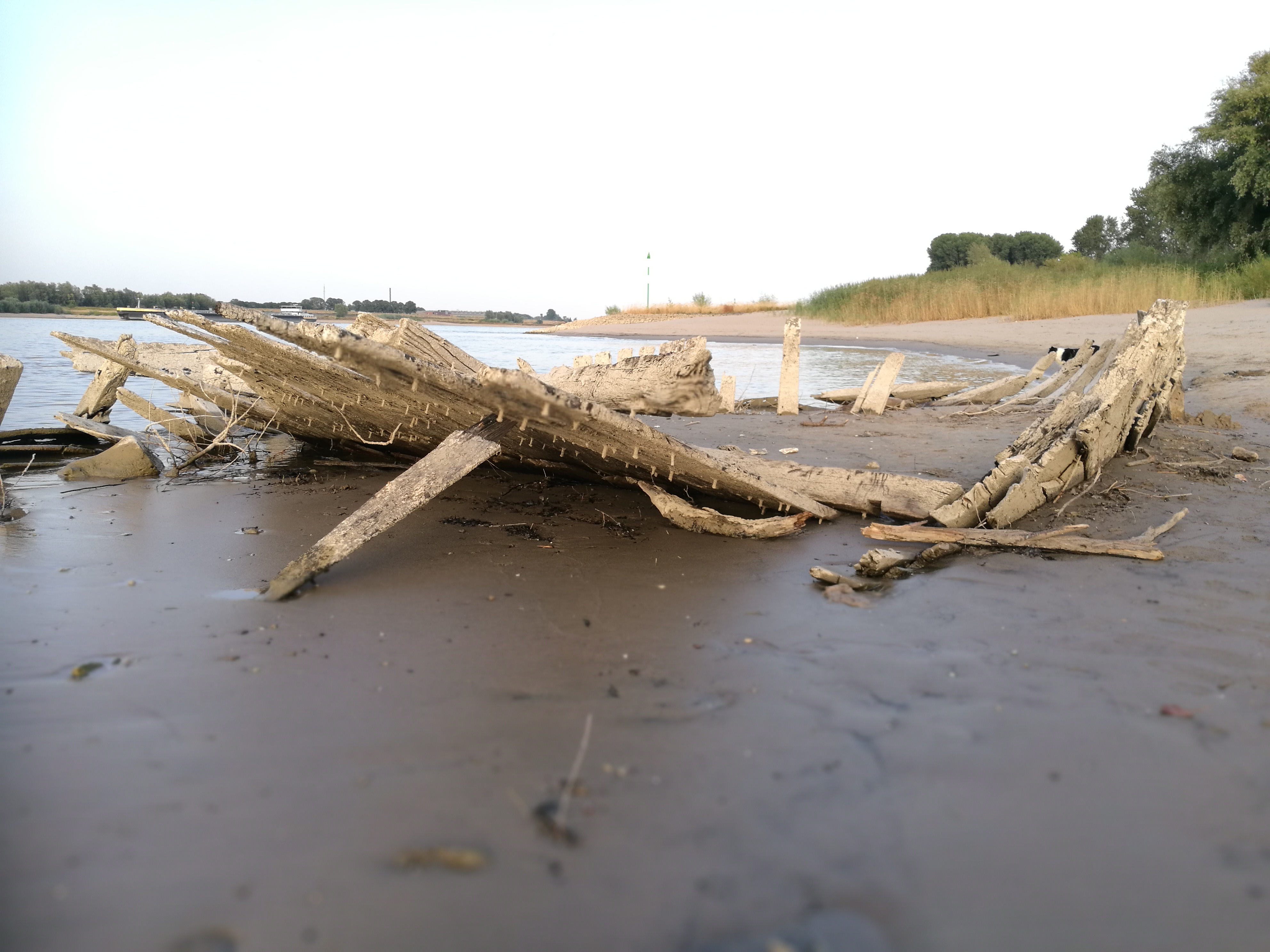
Mutmaßliches Wrack des Frachters De Hoop, Blick über den Bug nach Osten, 7. August 2018

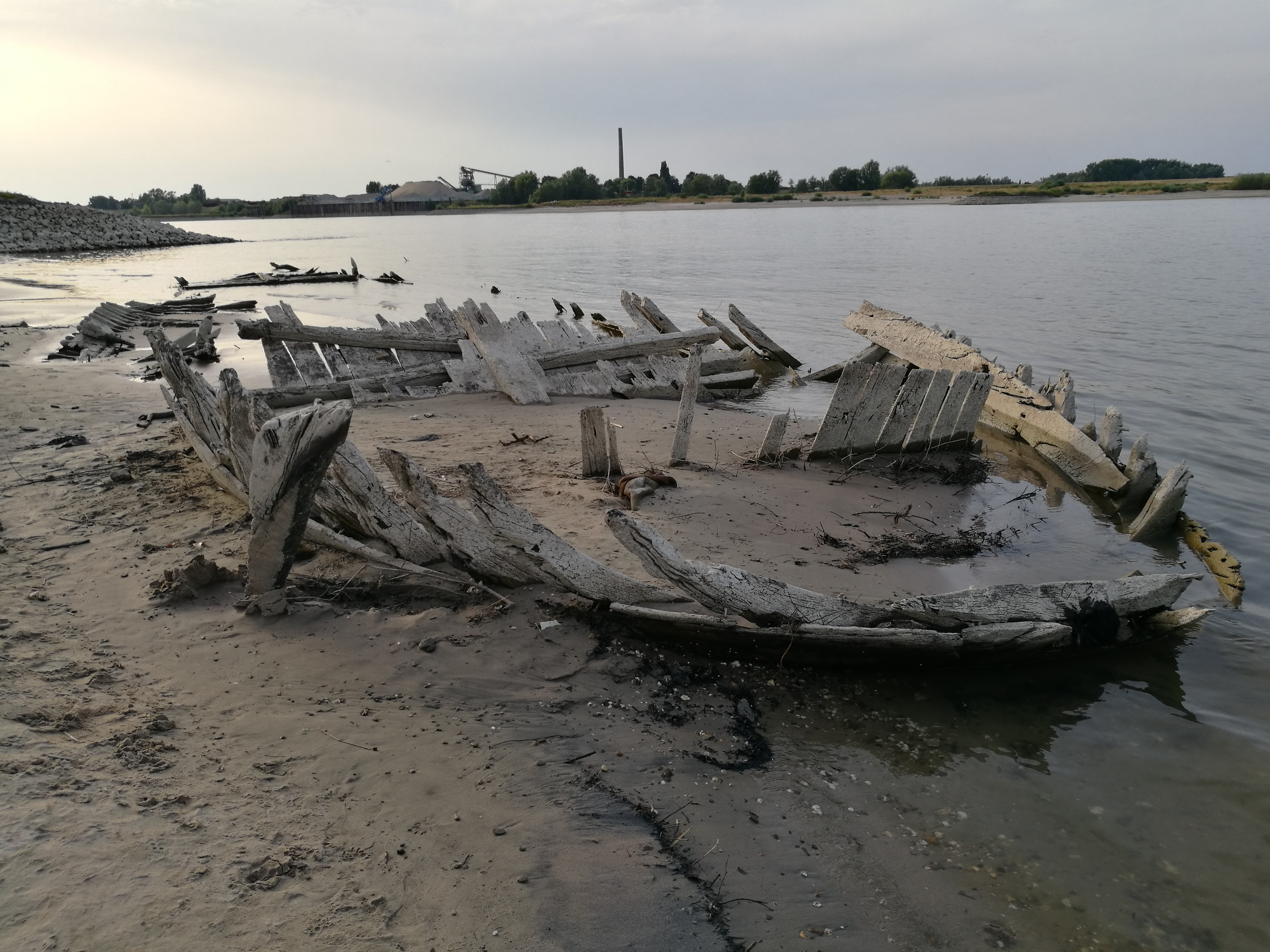
Mutmaßliches Wrack des Frachters De Hoop, Blick über das Heck nach Westen, 7. August 2018

## Vorgeschichte
150 Tonnen Dynamit sollten im Winter 1894/1895 per Schiff von der Herstellerfabrik in Opladen zu einem Bergwerksbetrieb in Übersee verschifft werden. Dazu sollte das Dynamit zu Anfang der Reise mit besegelten Binnenfrachtschiffen (vermutlich und typischerweise Ewer) über den Rhein zu einem niederländischen Seehafen gebracht und dort umgeladen werden. Wegen drohenden Eisganges des Rheins suchten diese Schiffe bei Schenkenschanz/Griethausen Zuflucht in einem alten Rheinarm. Da befürchtet wurde, dass der Eisgang die Schiffe beschädigen und das Dynamit zur Explosion bringen könnte, wurden die Schiffe entladen und das Dynamit in einer Scheune auf dem hochwassergeschützen Uferabschnitt Schürpoll oberhalb der Anlegestelle eingelagert.

## Explosion
Nach Ende des Eisganges sollte das Dynamit auf sechs besegelte Binnenfrachtschiffe verladen werden, die am Schürpoll zwischen zwei Buhnen (Stromkilometer 859,7 und 859,8) ankerten beziehungsweise vertäut waren. Es handelte sich dabei um die Schiffe De Duif, De Hoop, Elisabeth, Gezina, Maria Odelia und Veer Gebroeders. Das Dynamit wurde durch Hafenarbeiter aus Köln-Porz vom Lagerort mit Schubkarren über mit Brettern belegte Wege zum Rheinufer gefahren und auf die Schiffe verladen.
Die Beladetätigkeiten waren den ganzen Tag ohne Zwischenfälle verlaufen. Die Schiffe Gezina und Veer Gebroeders waren voll beladen, die Elisabeth wurde gerade beladen, als aus unbekannten Gründen gegen 18.10 Uhr die Dynamitladung der Elisabeth, ca. 1.400 Kisten, explodierte. Die Wucht der Explosion versenkte oder zertrümmerte alle anderen beteiligten Schiffe, wobei aber die voll beladenen Gezina und Veer Gebroeders nicht explodierten. Allerdings explodierten auch zwei mit Dynamit beladene Schubkarren, die gerade vom Lagergebäude zum Schiff geschoben wurden und sich schon in Ufernähe befanden. Ein dritter, etwas entfernterer Schubkarren explodierte nicht.
Trümmerteile und ein Teil des Dynamits wurden weit durch die Gegend geschleudert, wodurch es beim Aufschlag zu weiteren Detonationen kam. Die Scheune mit noch gut der Hälfte des Dynamits wurde nicht getroffen.
Insgesamt forderte die Explosion nach sich widersprechenden Quellen 13 oder 16 Todesopfer und drei oder vier Verletzte. Der Sachschaden umfasste die vernichteten Schiffe sowie Glasbruch und zerstörte Dächer an Gebäuden der Umgebung.

## Wracks

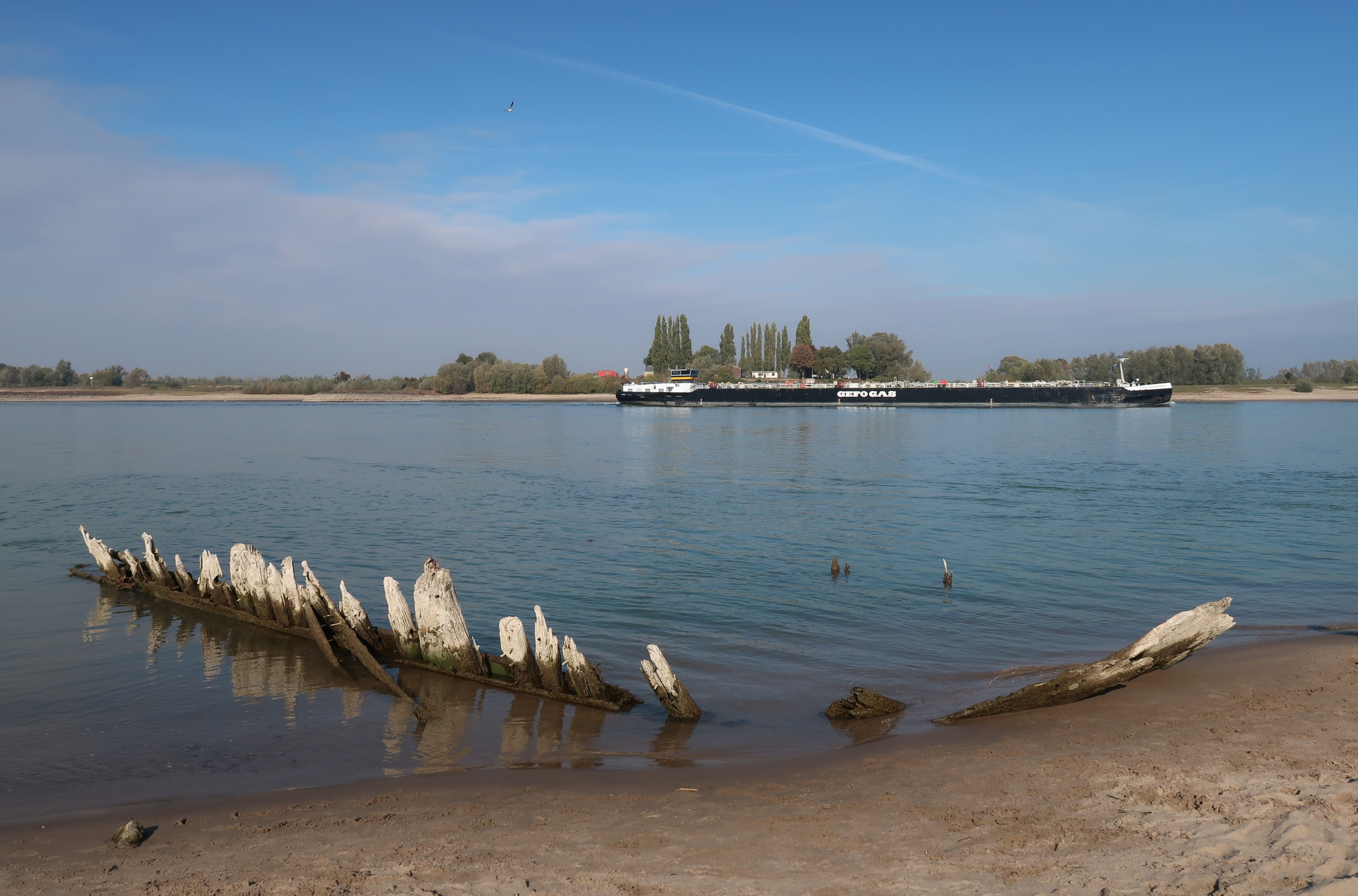
Zweites Schiffswrack am 21. Oktober 2018. Wegen der Dürre und Hitze in Europa 2018 herrschte damals extremes Niedrigwasser.

Bei niedrigen Wasserständen sind an der Unglücksstelle im Rhein Reste eines Wracks zu sehen, vermutlich das des Schiffes De Hoop; es liegt bei 51° 50′ 42″ N, 6° 8′ 12″ O. Ankerwinde und Achtersteven des Schiffs werden im Rheinmuseum Emmerich gezeigt.
Ein weiteres unbekanntes Wrack liegt etwas weiter östlich. Ob dieses Schiff ebenfalls bei der Explosion gesunken ist, ist nicht bekannt. Es ist nur bei extremen Niedrigwasser (Pegel Emmerich unter 60 cm) zu sehen.